# FC 모르도비야 사란스크
FC 모르도비야 사란스크(러시아어: ФК Мордовия Саранск)는 러시아 모르도바 공화국 사란스크를 연고로 하는 축구 클럽이다. 이 클럽은 1961년에 창단되었으며 2005년 비오히미크 모르도비야(Биохимик‑Мордовия)를 합병하면서 오늘에 이른다.
2010년 러시아 퍼스트 디비전으로 승격되었으며 2012년 팀 역사상 최초로 러시아 프리미어리그로 승격되었다.

## 역대 감독
| 감독            | 임기        |
| --------------- | ----------- |
| 도리넬 문테아누 | 2012 ~ 2013 |

## 연혁
- 1961년 스트로이텔 사란스크 (Stroitel Saransk)
- 1962년-1971년 스파르타크 사란스크 (Spartak Saransk)
- 1972년-1979년 엘렉트로스베트 사란스크 (Elektrosvet Saransk)
- 1980년-2002년 스베토테흐니카 사란스크 (Svetotekhnika Saransk)
- 2003년-2004년 리스마 모르도비야 사란스크 (Lisma-Mordovia Saransk)
- 2005년-현재 모르도비야 사란스크 (Mordovia Saransk)

## 성적
- 러시아 퍼스트 디비전 1회 우승 (2012)